# Pellegrino da San Daniele

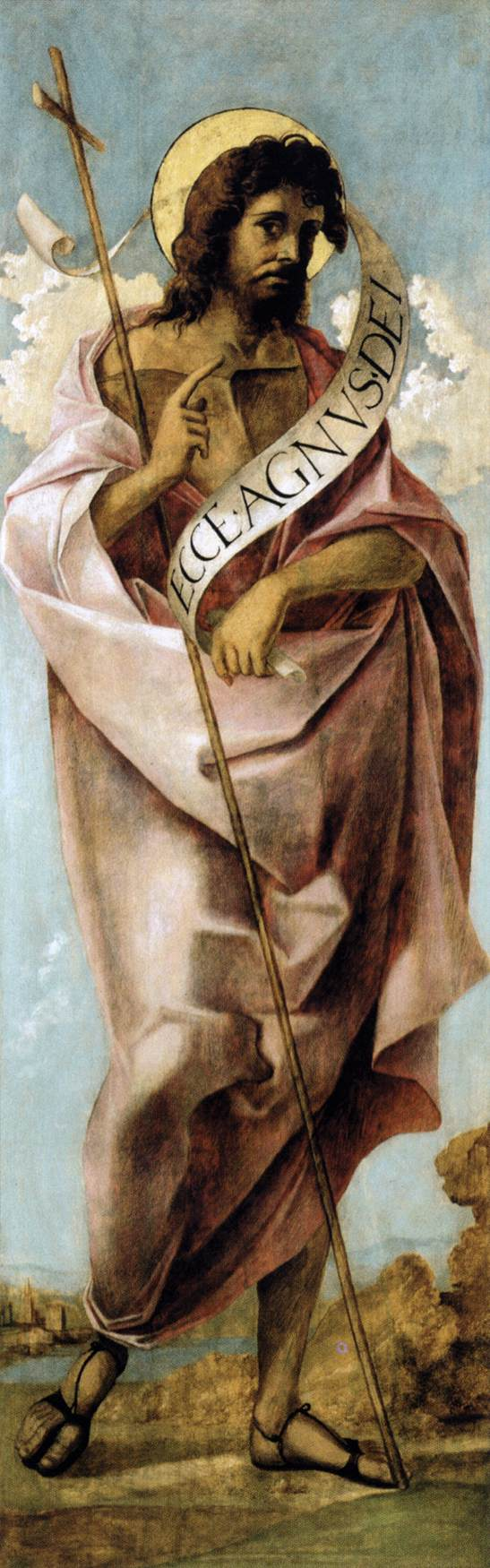
San Juan Bautista

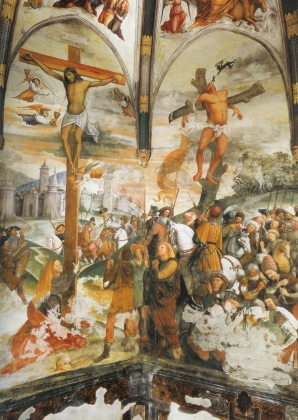
Detalle de los frescos de Sant'Antonio Abate

Martino di Battista da Udine, más conocido como Pellegrino da San Daniele (San Daniele del Friuli, 1467 - Údine, 17 de diciembre de 1547), pintor italiano del Renacimiento.

## Biografía
Se formó en Údine, donde ya en 1490 trabajaba como maestro independiente. Su estilo inicial está directamente relacionado con los pintores ferrareses de la generación anterior. Con el tiempo se dejaría influir por artistas como Giovanni Bellini, Vittore Carpaccio, Cima da Conegliano o Bartolomeo Montagna. Sin embargo, la celebridad que alcanzó su más dotado discípulo, Giovanni Antonio de Pordenone, influyó decisivamente en el estilo de Pellegrino y en el de todos los pintores friulanos. Hacia 1520 la transformación en su manera de pintar era completa.
La primera obra conservada de su mano es una Virgen entronizada pintada para la iglesia de Osoppo (1494). En 1497 comenzó a pintar los frescos de Sant'Antonio Abate en su pueblo natal de San Daniele. Del período 1500-1503 quedan una serie de tablas de altar en la comarca de Údine.
Durante una década (1503-1513) trabajó como pintor áulico en la Corte de Ferrara para la familia de los Este. Todas sus obras de este período se han perdido. En 1508 preparó la decoración escénica para la primera representación de una obra de Ludovico Ariosto, La Cassaria. Junto a Bernardino Fiorini decoró al fresco las loggias del Palacio Arzobispal de Ferrara.
A su regreso al Friuli continuó la decoración de Sant'Antonio Abate, que concluyó en 1522.
Entre sus alumnos figuraron Sebastiano Florigerio, Luca Monterde y sobre todo, el ya mencionado Pordenone.

## Obras destacadas
- Virgen entronizada (1494, Museo Civico, Údine)
- Frescos de la Vida de Cristo (1497, Sant'Antonio Abate, San Daniele dal Friuli)
- Retablo de San José (Catedral de Údine)
- San Juan Bautista (1502-03, Museum of Fine Arts, Budapest)
- San Pedro (1502-03, Museum of Fine Arts, Budapest)
- Políptico (1503, basílica de Aquileia)
- Virgen entronizada entre San Roque y San Sebastián (1514-15, Palazzo Arcivescovile, Údine)
- Anunciación (1519, Museo Civico, Údine)
- Puertas del órgano de la Catedral de Údine (1519-21)
- Virgen entronizada (1526-28, Museo Archeologico Nazionale, Cividale del Friuli)